# Cojzit
Cojzit je precej redek kalcijev aluminijev hidroksi silikat iz epidotske skupine s kemijsko formulo  Ca2Al3(SiO4)3(OH) in strukturno formulo Ca2AlOAl2(SiO4)(Si2O7)(OH).
Ime je dobil po ljubljanjskem podjetniku, mineralogu  in mecenu baronu Žigi Zoisu (1747–1819), ki je ugotovil, da mineral, ki ga je leta 1805 odkril trgovec z minerali Simon Prešern na Svinški planini (Saualpe) na Koroškem, še ni poznan. Mineral so po njegovi tipski lokaciji poimenovali zaualpit.
Cojzit kristalizira v prizmatičnih ortorombskih kristalih s simetrijo (2/m 2/m 2/m), lahko pa je tudi masiven. Pojavlja se v metamorfnih ali pegmatitskih kamninah. Barva je lahko modra do vijolična, zelena, rjava, rožnata, rumena, siva ali brezbarvna. Ima steklast sijaj in školjkast do neraven lom. Kristali z zaključenimi kristalnimi ploskvami so vzporedno z glavno osjo (os c) nažlebičeni. Cojzit ima popolno razkolnost vzporedno z glavno osjo. Njegova trdota je malo večja od 6, njegova gostota pa je odvisna od različka in meri od 3,10 do 3,38 g/cm3. Mineral je krhek in ima belo barvo črte. Bolj pogost polimorf cojzita je monoklinski klinocojzit.
Prozorni primerki cojzita se brusijo v poldrage kamne, medtem ko se prosojni in neprozorni primerki običajno rezbarijo. Metamorfna kamnina aniolit je sestavljena iz zelenega cojzita in kristalov črnega čermakita in rdečega rubina. Rubini niso dovolj kakovostni za izdelavo nakita, njihova barva pa poudarja barvo zelenega cojzita in daje izdelkom posebno privlačnost.
Glavna nahajališča cojzita so v Tanzaniji (tanzanit), Keniji (aniolit), Norveški (tulit), Švici, Avstriji, Indiji, Pakistanu in ZDA (Washington).
V Sloveniji so cojzit našli v eklogitu na Pohorju pri Visolah nad Slovensko Bistrico, v bližini Radelj in ob potoku Polskava.